# Ойл-Тро (Арканзас)
Ойл-Тро (англ. Oil Trough) — місто (англ. town) в США, в окрузі Індепенденс штату Арканзас. Населення — 226 осіб (2020).

## Географія
Ойл-Тро розташований на висоті 69 метрів над рівнем моря за координатами 35°37′46″ пн. ш. 91°27′40″ зх. д. / 35.62944° пн. ш. 91.46111° зх. д. (35.629415, -91.461073).  За даними Бюро перепису населення США в 2010 році місто мало площу 0,55 км², уся площа — суходіл. В 2017 році площа становила 0,59 км², уся площа — суходіл.

## Демографія
Згідно з переписом 2010 року, у місті мешкало 260 осіб у 97 домогосподарствах у складі 71 родини. Густота населення становила 474 особи/км².  Було 103 помешкання (188/км²). 
Расовий склад населення:
| - 98,1 % — білих |

До двох чи більше рас належало 1,9 %. Іспаномовні складали 0,8 % від усіх жителів.
За віковим діапазоном населення розподілялося таким чином: 33,1 % — особи молодші 18 років, 48,8 % — особи у віці 18—64 років, 18,1 % — особи у віці 65 років та старші. Медіана віку мешканця становила 32,5 року. На 100 осіб жіночої статі у місті припадало 91,2 чоловіків;  на 100 жінок у віці від 18 років та старших — 74,0 чоловіків також старших 18 років.
Середній дохід на одне домашнє господарство  становив 40 081 долар США (медіана — 35 625), а середній дохід на одну сім'ю — 45 327 доларів (медіана — 38 958). За межею бідності перебувало 25,1 % осіб, у тому числі 28,0 % дітей у віці до 18 років та 10,3 % осіб у віці 65 років та старших.
Цивільне працевлаштоване населення становило 101 осіб. Основні галузі зайнятості: освіта, охорона здоров'я та соціальна допомога — 32,7 %, роздрібна торгівля — 13,9 %, транспорт — 12,9 %.
За даними перепису населення 2000 року в Ойл-Тро проживало 218 осіб, 66 сімей, налічувалося 95 домашніх господарств і 105 житлових будинків. Середня густота населення становила близько 436 осіб на один квадратний кілометр. Расовий склад Ойл-Тро за даними перепису розподілився таким чином: 93,58 % білих, 3,21 % — чорних або афроамериканців, 1,38 % — корінних американців, 1,83 % — представників змішаних рас.
З 95 домашніх господарств в 34,7 % — виховували дітей віком до 18 років, 49,5 % представляли собою подружні пари, які спільно проживали, в 12,6 % сімей жінки проживали без чоловіків, 30,5 % не мали сімей. 29,5 % від загального числа сімей на момент перепису жили самостійно, при цьому 14,7 % склали самотні літні люди у віці 65 років та старше. Середній розмір домашнього господарства склав 2,29 особи, а середній розмір родини — 2,74 особи.
Населення містечка за віковим діапазоном за даними перепису 2000 року розподілилося таким чином: 27,5 % — жителі молодше 18 років, 4,6 % — між 18 і 24 роками, 27,5 % — від 25 до 44 років, 27,1 % — від 45 до 64 років і 13,3 % — у віці 65 років та старше. Середній вік мешканця склав 38 років. На кожні 100 жінок в Ойл-Тро припадало 98,2 чоловіків, у віці від 18 років та старше — 90,4 чоловіків також старше 18 років.
Середній дохід на одне домашнє господарство в містечкі склав 31 528 доларів США, а середній дохід на одну сім'ю — 33 750 доларів. при цьому чоловіки мали середній дохід в 30 500 доларів США на рік проти 21 250 доларів середньорічного доходу у жінок. Дохід на душу населення в містечкі склав 14 079 доларів на рік. 13,3 % від усього числа сімей в населеному пункті і 11,0 % від усієї чисельності населення перебувало на момент перепису населення за межею бідності, при цьому 9,6 % з них були молодші 18 років і 22,2 % — у віці 65 років та старше.